# Кукун
Кукун — село Петровск-Забайкальского района Забайкальского края, входит в сельское поселение «Катангарское».

## География
Располагается в 30 км на юг по прямой от райцентра — города Петровск-Забайкальского.

## Климат
Климат резко континентальный с холодной зимой и относительно теплым летом. Среднегодовая температура отрицательная. Зима длительная (до 180 дней), холодная; среднегодовая температура воздуха в г. Петровск-Забайкальске (по среднемноголетним данным) составляет −26 °С, −27 °С (при абсолютном минимуме −55 °С). Снежный покров за зиму может достигать 17 см (иногда до 24 см). Продолжительность лета до 115 дней; среднеиюльская температура воздуха составляет +16 °С, +17 °С при максимальном её значении +38 °С. Безморозный период составляет от 60 до 80 дней, вегетационный — до 80—100 дней.

## Население
Постоянное населения села составляло 6 человек в 2002 году (100 % русские), 4 человека в 2010 году.

## Археология

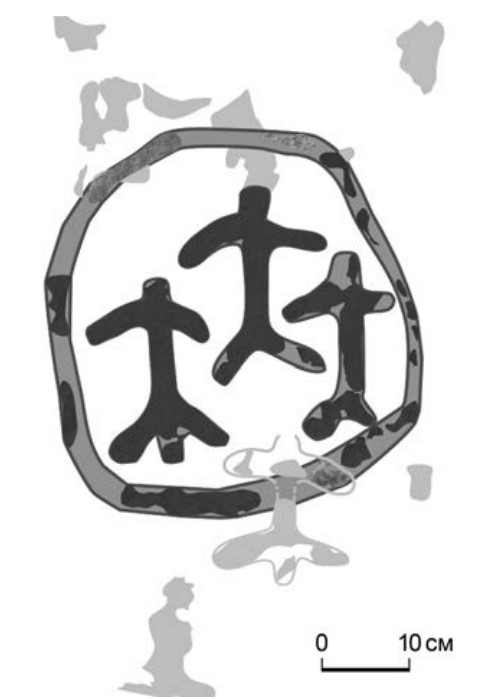
Пано с древними рисунками, Кукун

В окрестностях села располагается памятник с наскальными рисунками. Объект был открыт в 1971 году археологической экспедицией ЧГПИ. Рисунки связаны с 30-40 метровым скальным останцем. Наскальные рисунки нанесены на пано, размером 50х40 см. Изображения монохромные, выполненные красной охрой. В основной сюжет входят антропоморфные фигурки, птички и пятна. Предположительно, данные рисунки датируются бронзой-ранним железным веком.